# Ericiocyathus echinatus
Ericiocyathus echinatus är en korallart som beskrevs av Stephen D. Cairns och Zibrowius 1997. Ericiocyathus echinatus ingår i släktet Ericiocyathus och familjen Caryophylliidae. Inga underarter finns listade i Catalogue of Life.